# 承德南站
承德南站是京沈高铁与规划中津承城际共用的一个火车客运站，位于河北省承德市双桥区冯营子镇郭营子村，地处承德大学城附近，所处地势开阔，且城市规划还未充分实施，客运结合客运站布置和城市总体规划进行相关配套设施规划。本站目前已完成京沈客运专线范围内的相关工程建设，并已完成部分市政配套设施，于2018年12月29日投入使用。

## 车站结构
承德南站的站房位于线路北侧，属于线侧下式站房，屋面为钢网架结构，建筑面积14997平方米，平面由西向东依次为售票厅、候车大厅、出站厅。站场包括4座站台及10股道，设12米宽旅客地道两座，6米宽货运通道1座。
| 站房 一层 | 办公区   | 售票处                                                                  |
| 站房 一层 | 进站大厅 | 实名制验证、安检                                                        |
| 站房 一层 | 进站大厅 | 进站地道、出站地道、出站口                                              |
| 站场      | 1站台    | 规划津承城际铁路 往承德方向（承德）                                     |
| 站场      | 岛式站台 |                                                                         |
| 站场      | 2站台    | 规划津承城际铁路 往承德方向（承德) 京沈客运专线 往沈阳方向（承德县北）  |
| 站场      | 3站台    | 规划津承城际铁路 往承德方向（承德） 京沈客运专线 往沈阳方向（承德县北） |
| 站场      | 岛式站台 |                                                                         |
| 站场      | 4站台    | 京沈客运专线 往沈阳方向（承德县北）                                     |
| 站场      | 通过线   | 京沈客运专线下行列车通过线 沈阳方向                                     |
| 站场      | 通过线   | 京沈客运专线上行列车通过线 北京朝阳方向                                 |
| 站场      | 5站台    | 京沈客运专线 往北京朝阳方向（安匠）                                     |
| 站场      | 岛式站台 |                                                                         |
| 站场      | 6站台    | 京沈客运专线 往北京朝阳方向（安匠） 规划津承城际铁路 往天津西方向       |
| 站场      | 7站台    | 京沈客运专线 往北京朝阳方向（安匠） 规划津承城际铁路 往天津西方向       |
| 站场      | 岛式站台 |                                                                         |
| 站场      | 8站台    | 规划津承城际铁路 往天津西方向                                           |